# Гавриловка (Кугарчинский район)
Гаври́ловка (баш. Гавриловка) — деревня в Кугарчинском районе Республики Башкортостан Российской Федерации. Входит в состав Иртюбякского сельсовета.  

## География

### Географическое положение
Расстояние до:
- районного центра (Мраково): 32 км,
- центра сельсовета (Семено-Петровское): 10 км,
- ближайшей ж/д станции (Мелеуз): 77 км.

## Население
| 2002 | 2009 | 2010 |
| ---- | ---- | ---- |
| 100  | ↘96  | ↘76  |

Национальный состав
Согласно переписи 2002 года, преобладающие национальности — русские (52 %), чуваши (39 %).